# Eois unilineata
Eois unilineata är en fjärilsart som beskrevs av W. Warren 1895. Eois unilineata ingår i släktet Eois och familjen mätare. Inga underarter finns listade i Catalogue of Life.